# Passiflora morifolia
Passiflora morifolia är en passionsblomsväxtart som beskrevs av Maxwell Tylden Masters. Passiflora morifolia ingår i släktet passionsblommor, och familjen passionsblomsväxter. Inga underarter finns listade i Catalogue of Life.

## Bildgalleri

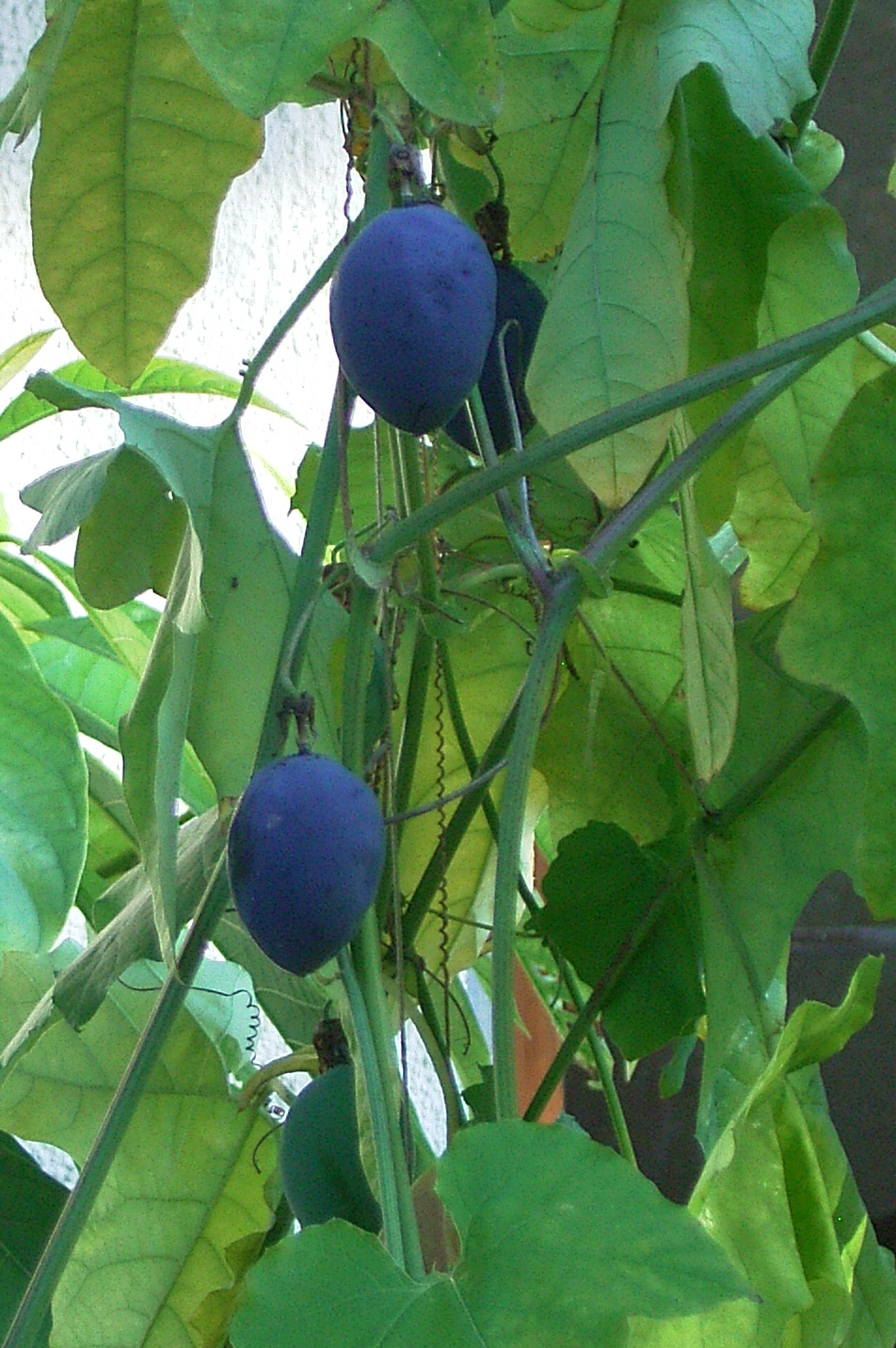
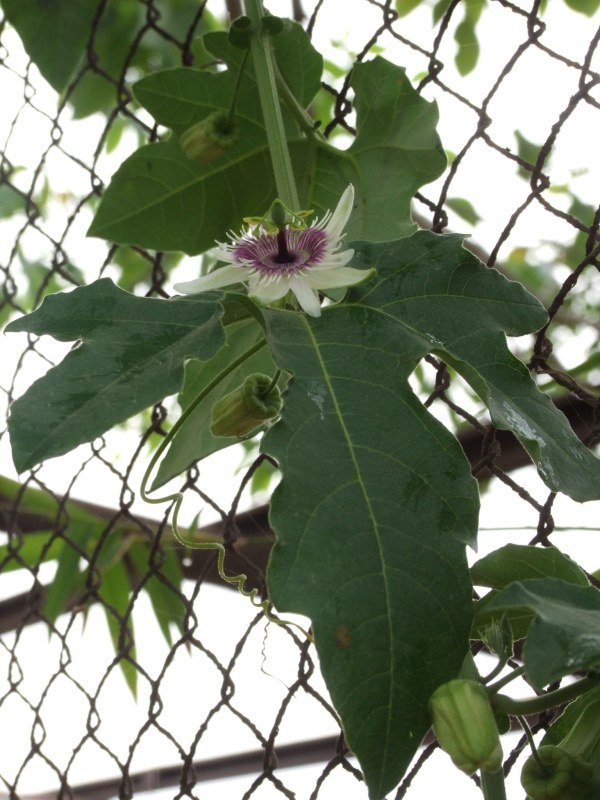
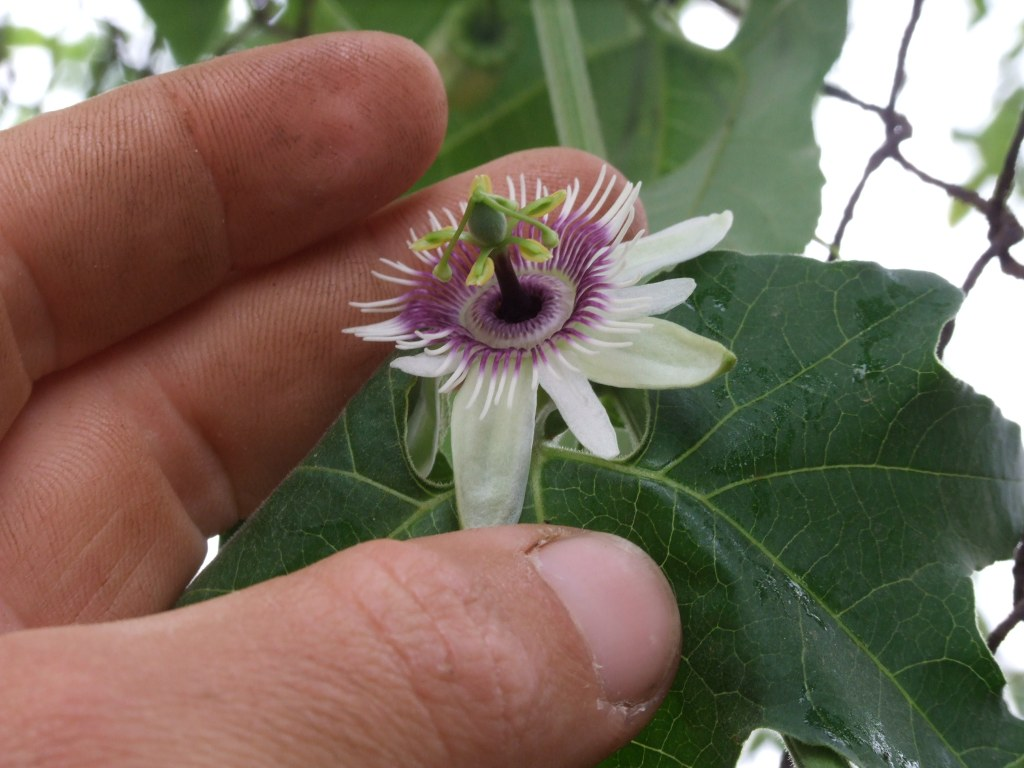
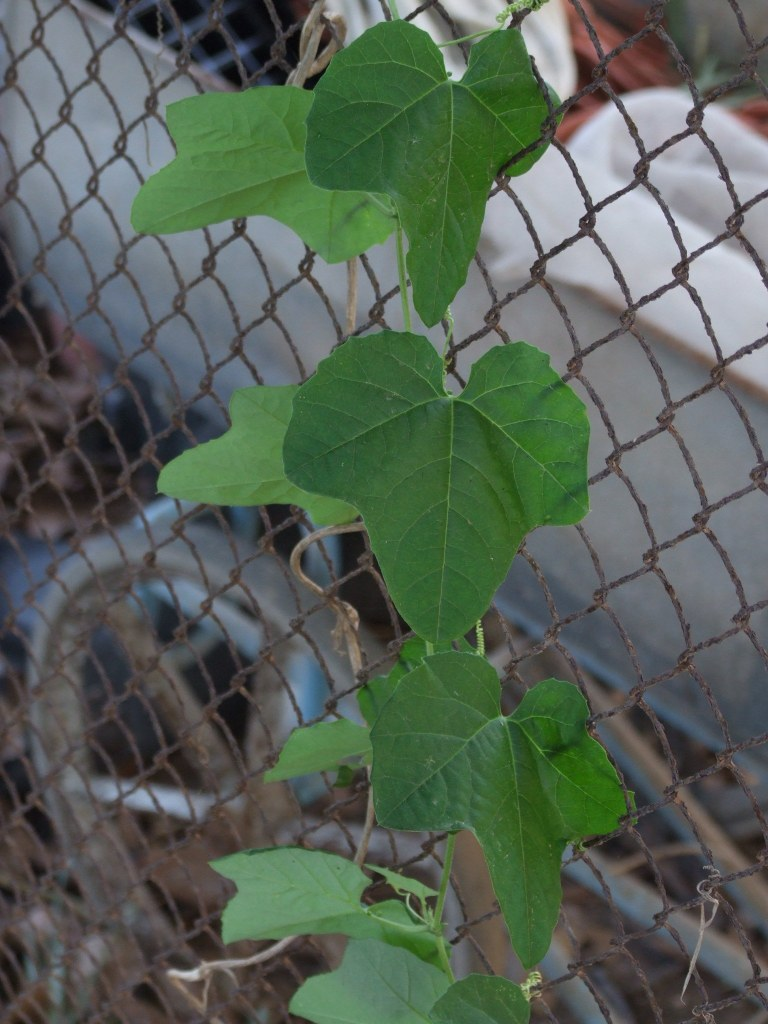
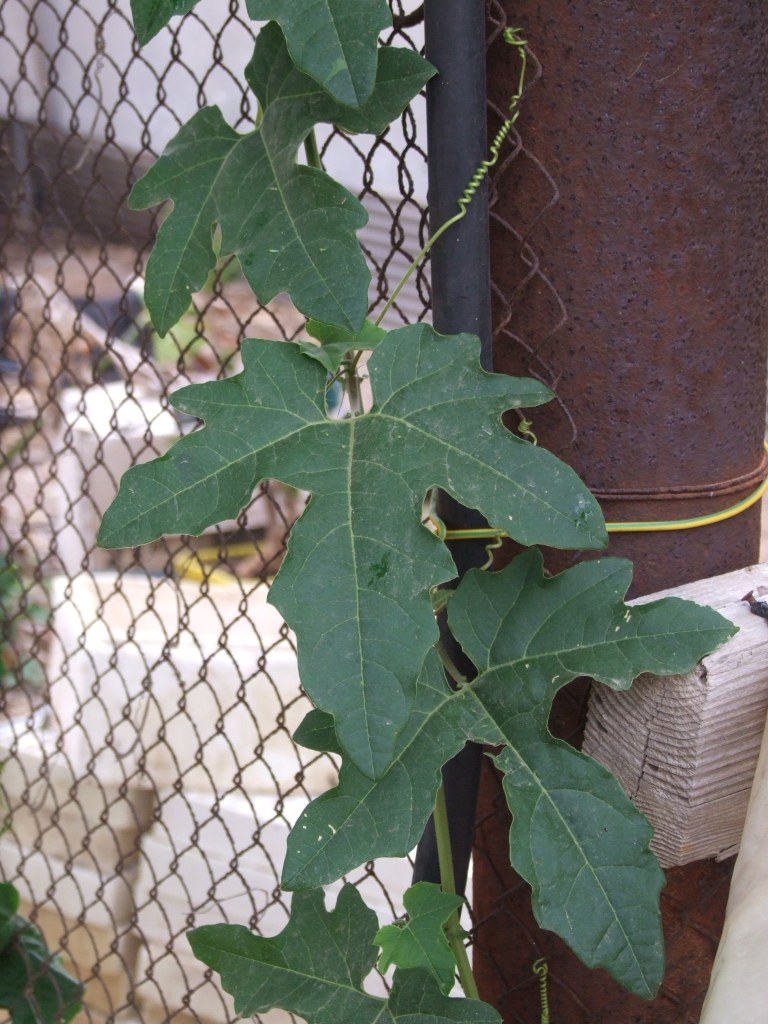
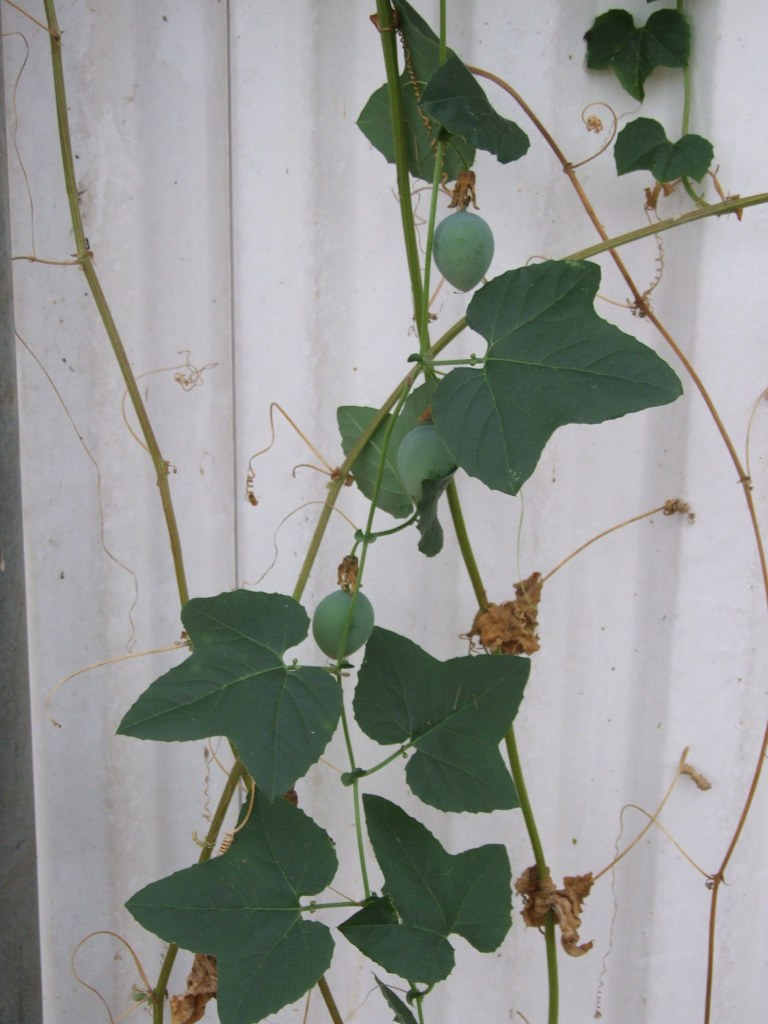